# Stéphane Caristan
Stéphane Caristan (Créteil, 31 maggio 1964) è un ex ostacolista francese, campione europeo dei 110 metri ostacoli a Stoccarda nel 1986.

## Palmarès
| Anno | Manifestazione  | Sede         | Evento   | Risultato  | Prestazione | Note                          |
| ---- | --------------- | ------------ | -------- | ---------- | ----------- | ----------------------------- |
| 1983 | Mondiali        | Helsinki     | 110 m hs | Batteria   | 14"10       |                               |
| 1984 | Giochi olimpici | Los Angeles  | 110 m hs | 6º         | 13"71       |                               |
| 1985 | Mondiali indoor | Parigi       | 60 m hs  | Oro        | 7"67        |                               |
| 1986 | Europei         | Stoccarda    | 110 m hs | Oro        | 13"20       | Record europeo                |
| 1987 | Mondiali indoor | Indianapolis | 60 m hs  | Argento    | 7"62        |                               |
| 1987 | Mondiali        | Roma         | 110 m hs | Semifinale | 13"62       |                               |
| 1988 | Giochi olimpici | Seul         | 110 m hs | Semifinale | 13"71       |                               |
| 1992 | Giochi olimpici | Barcellona   | 400 m hs | 7º         | 48"86       | Miglior prestazione personale |
| 1992 | Giochi olimpici | Barcellona   | 4×400 m  | Batteria   | 3'04"25     |                               |